# Sassenburg
Sassenburg is een gemeente in de Duitse deelstaat Nedersaksen. De gemeente ligt in de Landkreis Gifhorn. Sassenburg telt 11.929 inwoners. De gemeente werd gevormd in 1974 uit de dorpen Dannenbüttel, Grußendorf, Neudorf-Platendorf, Stüde, Triangel en Westerbeck. Het bestuurscentrum is gevestigd in Westerbeck.
De naam verwijst naar een historische burcht, waarvan enige restanten van een ringwal bewaard zijn gebleven. Die burcht lag overigens net buiten de huidige gemeente.
- Gemeinsame Normdatei: 4439951-0
- MusicBrainz: e8030f62-3a86-48f1-891c-3b0097ad3c34
- Virtual International Authority File: 248262628

Adenbüttel · 
Barwedel · 
Bergfeld · 
Bokensdorf · 
Brome · 
Calberlah · 
Dedelstorf · 
Didderse · 
Ehra-Lessien · 
Gifhorn · 
Giebel gemeentevrij gebied · 
Groß Oesingen · 
Hankensbüttel · 
Hillerse · 
Isenbüttel · 
Jembke · 
Leiferde · 
Meine · 
Meinersen · 
Müden (Aller) · 
Obernholz · 
Osloß · 
Parsau · 
Ribbesbüttel · 
Rötgesbüttel · 
Rühen · 
Sassenburg · 
Schönewörde · 
Schwülper · 
Sprakensehl · 
Steinhorst · 
Tappenbeck · 
Tiddische · 
Tülau · 
Ummern · 
Vordorf · 
Wagenhoff · 
Wahrenholz · 
Wasbüttel · 
Wesendorf · 
Weyhausen · 
Wittingen